# 文攻武卫

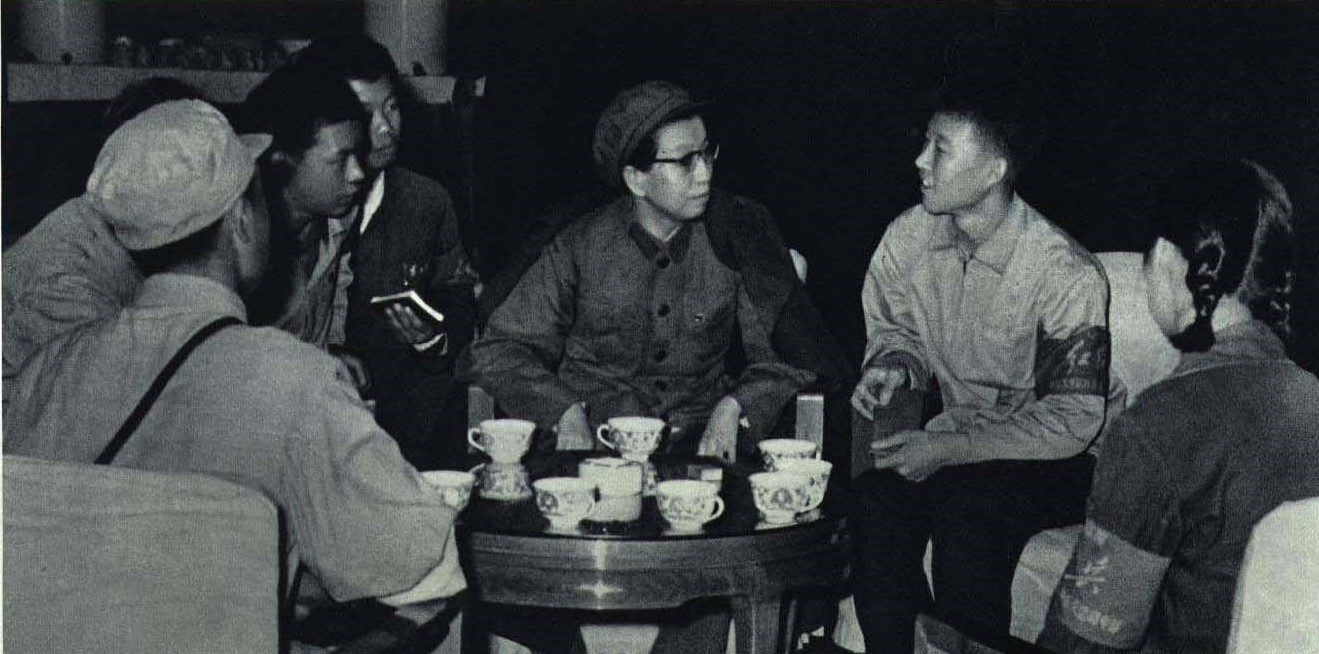
江青与红卫兵（1967年8月）

文攻武衛，是中國文化大革命時期的用語之一。文攻指口誅筆伐，武衛指用武力捍衛。文攻武衛一詞源自1967年湖北武汉“七·二〇事件”發生後翌日，江青接見河南群眾組織「二七公社」代表時，提出文攻武衛口號；翌日，口號登在《文匯報》。
1967年9月5日，江青在接見安徽群眾組織代表時，又再次提出這個口號。後中共中央辦公廳發出通知，要求學習江青9月5日的講話，並要求各地保護群眾組織。後來，全國各地紛紛成立「文攻武衛指揮部」等組織，從此全國武鬥急劇升級，衝擊軍隊、搶掠武器、槍支的事件不斷發生，造成全國混亂局面。